# Hubert Dupont
Hubert Dupont (Lione, 13 novembre 1980) è un ex ciclista su strada francese.

## Carriera
Passò professionista nel 2005 nella RAGT Semences, dopo avervi militato qualche mese da stagista al termine del 2004, e dalla stagione successiva veste la maglia della AG2R. Si distingue per le sue caratteristiche da scalatore, che lo portano tra i migliori nelle tappe in montagna.
Nel 2006 vinse la classifica scalatori della Vuelta al País Vasco.

## Palmarès
- 2003

Les Monts du Luberon-Trophée Luc Leblanc
Grand Prix de Saint-Etienne en Dévoluy
- 2004

2ª tappa Baby Giro

### Altri successi
- 2006

Classifica scalatori Vuelta al País Vasco

## Piazzamenti

### Grandi Giri
- Giro d'Italia

2006: 32º
2007: 25º
2010: 20º
2011: 12º
2012: 16º
2013: 32º
2014: 16º
2015: 42º
2016: 11º
2017: 19º
2018: 20º
2019: 47º
- Tour de France

2008: 55º
2009: 33º
2011: 22º
2012: non partito (7ª tappa)
2013: 34º
- Vuelta a España

2006: 40º
2007: 17º
2008: 32º
2010: 55º
2014: 54º
2018: 26º

### Classiche monumento
- Liegi-Bastogne-Liegi

2005: ritirato
2007: 47º
2008: 114º
2009: 77º
2010: 115º
2012: 51º
- Giro di Lombardia

2015: ritirato
2016: ritirato